# Municipio de Cloverdale
El municipio de Cloverdale (en inglés: Cloverdale Township) es un municipio ubicado en el condado de Putnam en el estado estadounidense de Indiana. En el año 2010 tenía una población de 3929 habitantes y una densidad poblacional de 32,85 personas por km².

## Geografía
El municipio de Cloverdale se encuentra ubicado en las coordenadas 39°29′33″N 86°47′39″O / 39.49250, -86.79417. Según la Oficina del Censo de los Estados Unidos, el municipio tiene una superficie total de 119.62 km², de la cual 118,42 km² corresponden a tierra firme y (1 %) 1.2 km² es agua.

## Demografía
Según el censo de 2010, había 3929 personas residiendo en el municipio de Cloverdale. La densidad de población era de 32,85 hab./km². De los 3929 habitantes, el municipio de Cloverdale estaba compuesto por el 98,04 % blancos, el 0,46 % eran afroamericanos, el 0,25 % eran amerindios, el 0,15 % eran asiáticos, el 0,23 % eran de otras razas y el 0,87 % eran de una mezcla de razas. Del total de la población el 0,84 % eran hispanos o latinos de cualquier raza.